# Juan Coassini
Juan Coassini (Lanús, Buenos Aires, Argentina, 26 de septiembre de 1989) es un futbolista argentino. Juega de defensor y actualmente se encuentra sin equipo.

## Clubes
| Club                | País      | Año         | PJ | Goles |
| ------------------- | --------- | ----------- | -- | ----- |
| El Porvenir         | Argentina | 2007 - 2008 | 15 | 1     |
| Acassuso            | Argentina | 2008 - 2012 |    |       |
| Berazategui         | Argentina | 2012 - 2013 | 22 | 2     |
| Liniers             | Argentina | 2013        | 13 | 2     |
| Deportivo Laferrere | Argentina | 2014 - 2015 | 53 | 10    |
| Acassuso            | Argentina | 2016 - 2017 | 10 | 2     |
| Excursionistas      | Argentina | 2017 - 2018 |    |       |
| Deportivo Laferrere | Argentina | 2018 - 2022 |    |       |
| El Porvenir         | Argentina | 2022        | 2  | 0     |